# 하은설
하은설(본명 하유미, 1989년 8월 13일 ~ )은 대한민국의 배우이다.

## 학력
- 영등포여자고등학교 졸업
- 상명대학교 연극학과 학사
- 상명대학교 연극학 석사

## 출연작

### 드라마
- 2003년 KBS1 농촌드라마 《대추나무 사랑걸렸네》
- 2004년 MBC 일일시트콤 《논스톱 5》
- 2004년 KBS2 일일시트콤 《올드미스 다이어리》
- 2005년 KBS1 TV소설 《고향역》
- 2005년 SBS 주말특별기획 《봄날》
- 2005년 SBS 주말특별기획 《그린 로즈》- 어린 오수아 역
- 2005년 SBS 주간시트콤 《귀엽거나 미치거나》
- 2006년 KBS2 일일시트콤 《웃는 얼굴로 돌아보라》
- 2006년 MBC 일일시트콤 《레인보우 로망스》
- 2007년 KBS2 수목드라마 《마왕》
- 2008년 KBS2 대하드라마 《대왕 세종》
- 2008년 SBS 대하드라마 《왕과 나》
- 2008년 SBS 드라마 스페셜 《온에어》
- 2009년 KBS2 미니시리즈 《결혼 못하는 남자》 ... 여고생 역
- 2009년 E채널 미니시리즈 《기담전설 2 - 소름》 ... 성우 옛 여자친구 역
- 2010년 SBS 월화드라마 《닥터 챔프》
- 2014년 JTBC 월화드라마 《유나의 거리》 ... 윤지 역
- 2015년 KBS2 단막극 《KBS 드라마 스페셜 - 머리 심는 날》 ... 봉화원 역
- 2015년 Mnet 목요드라마 《더 러버》 ... 하설은 역
- 2015년 KBS1 웹드라마 《KBS 웹드라마 스페셜 - 미싱코리아》 ... 박난주 역
- 2016년 JTBC 금토드라마 《청춘시대》 ... 한유경 역
- 2017년 웹드라마 《완전무결, 그놈》 ... 이나 역
- 2017년 JTBC 금토드라마 《청춘시대 2》 ... 한유경 역
- 2018년 JTBC 금토드라마 《스케치》 ... 김은진 역 ep.7

### 영화
- 2004년 《발레교습소》
- 2006년 《마강호텔》
- 2007년 《좋지 아니한가》 ... 중년남 둘째딸 역
- 2010년 《카페 느와르》 ... 파스꾸찌 점원 여자 역
- 2010년 《불량남녀》 ... 택시고삐리3 역
- 2012년 《노크》 ... 경민 여자 친구 역
- 2013년 《닥터》 ... 박민숙 역
- 2013년 《군사통제구역 팔이공지대》 ... 준임 역
- 2014년 《좀비스쿨》 ... 혜나 역